# 瓦西里·维塔利耶维奇·舒尔金

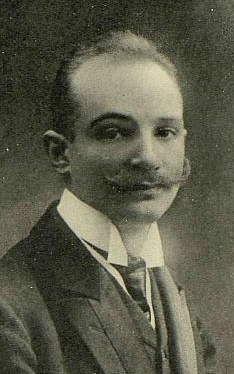
1910年的舒尔金

瓦西里·维塔利耶维奇·舒尔金（羅馬化：Vasiliy Vital'yevich Shulgin; 1878年1月13日—1976年2月15日）俄国保守派君主主义者、政治家，曾任多届帝国杜马代表。

## 早年
舒尔金生于基辅。父亲是历史学教授、君主主义者和一份君主主义报纸的编辑。舒尔金在基辅大学学习法律，经常发生的学生抗议表示厌恶。此时他成为革命的热心拥护者和君主制的支持者，开始在他父亲的报纸上发表文章。他也具有反犹主义观点，但同时反对基辅当时的公开反犹骚乱。

## 政治活动
1907年舒尔金成为帝国杜马代表。他持右翼观点，支持彼得·阿尔卡季耶维奇·斯托雷平政府，包括设立军事法庭和其它争议性的政策。1913年他因贝里斯审判事件尖锐地批评政府。舒尔金认为参与或者默许反犹主义的公开流行对政府来说是有害的。
此外，舒尔金虽然是一个生于基辅的乌克兰利沃夫贵族，但他没有乌克兰民族认同，一直以小俄罗斯人自居，并且仇视乌克兰民族主义。并认为应该用小俄罗斯来称呼乌克兰，如果必须单独使用乌克兰来称呼，则必须打引号。
一战爆发后，舒尔金加入了俄国军队，为俄国军队的组织效率低下和供应不足而震惊。1915年，舒尔金负伤复员归家，和十月十七日联盟、立宪民主党和其它政治人物一起，创立了进步集团。这一集团的目的是供给军队必须的军需，因为政府无法做到这一点。

## 革命与移民

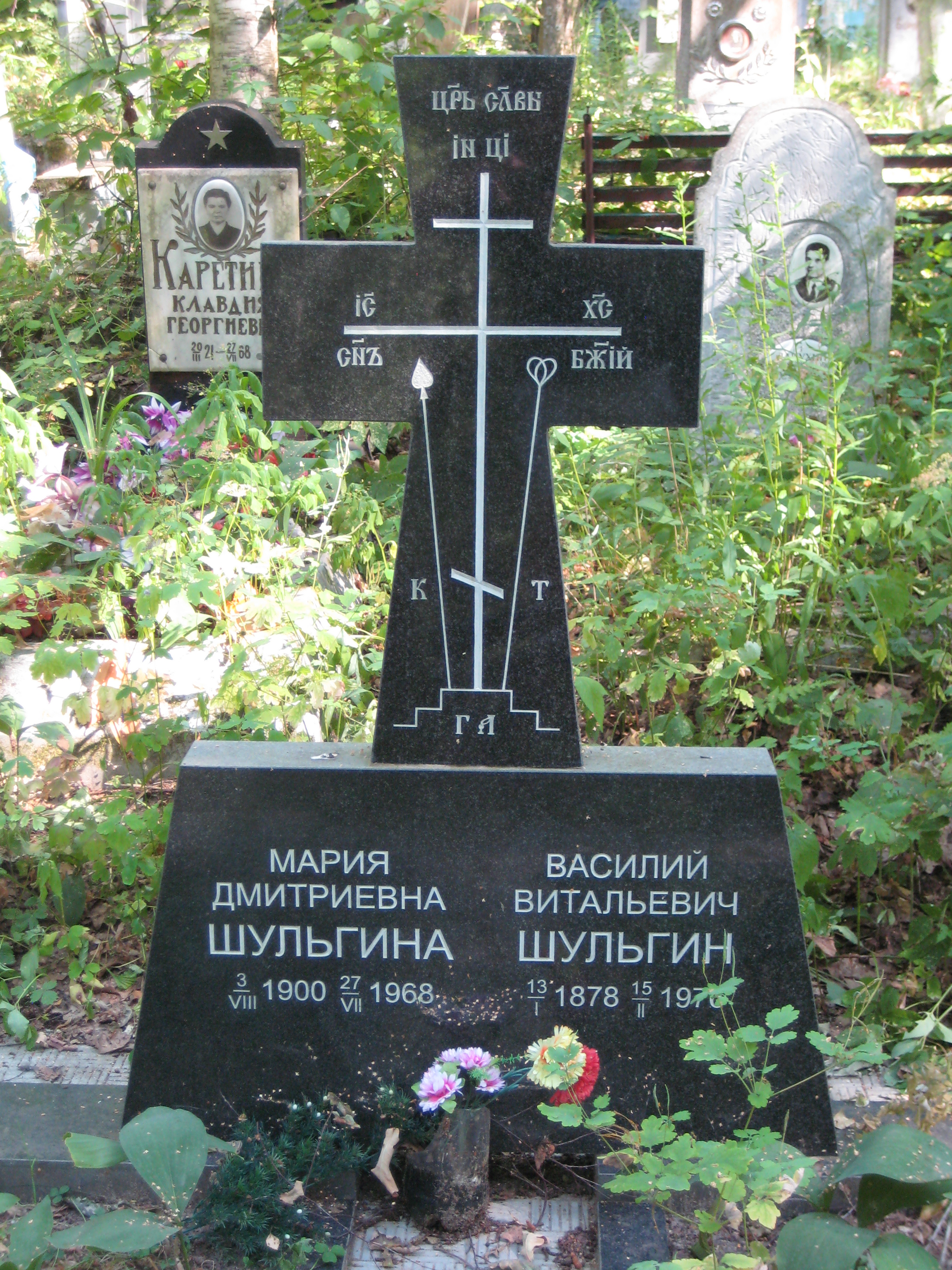
舒尔金的墓

虽然革命会导致绝对君主制的结束，舒尔金仍支持革命。他和亚历山大·古契科夫一起说服了沙皇尼古拉二世退位，因为他认为建立以米哈伊尔大公为君主的君主立宪制是可能的。出于同样原因，他支持俄国临时政府和科尔尼洛夫的政变。
当所有希望都破灭后，他搬到了基辅，开始参与俄国白军阵营。1920年，舒尔金移民到了南斯拉夫。1925-26年他秘密访问了苏联，在他的《三个首都》一书中描绘了这次访问和他对新经济政策的印象。1937年他停止了政治活动。

## 回到苏联
1944年，苏联军队解放了南斯拉夫。舒尔金被逮捕并因“对共产主义怀有敌意”被判处25年徒刑。1956年他被赦免出狱，之后在弗拉基米尔居住。在后期的著作比如《给俄罗斯移民的信》中舒尔金认为布尔什维克已经转变成了俄国的爱国者，认为共产主义不再是俄国的灾难。1961年他作为特邀人士参加了苏共二十二大。1965年，舒尔金成为弗雷德里克·厄姆勒的纪录片 《历史的审判》的主人公，在其中向一位苏联历史学家讲述自己的经历。